# Jean-Marc Ayrault
Jean-Marc Ayrault (Maulévrier, Maine-et-Loire, 25 de janeiro de 1950) é um professor de alemão, um político francês e membro do Partido Socialista. Foi prefeito de Nantes de 1989 até 2012, foi presidente do grupo do Partido Socialista na Assembleia Nacional Francesa de 1997 até 2012 e primeiro-ministro da França de 2012 até 2014. Em 16 de maio de 2012 foi nomeado primeiro-ministro da França.

## Biografia

### Origens, estudos e família
Seu pai era um operário de uma indústria têxtil, cujo cargo foi  mais tarde ocupado por um de seus irmãos. O mais velho de cinco filhos, Jean-Marc Ayrault nasceu em uma família católica, onde o trabalho e a disciplina são as principais virtudes. Logo no início, Jean-Marc Ayrault se engajou: em primeiro lugar no Mouvement rural de la jeunesse chrétienne (MRJC), depois na Jeunesse ouvrière chrétienne (JOC) para sua cidade natal que se estende entre Nantes, Angers e Cholet. Posteriormente, ele se juntou à  'Action catholique ouvrière (ACO), antes de ingressar no Partido Socialista após o congresso de Epinay, em 1972. Foi durante seus anos como um activista  que ele conheceu sua esposa, uma nativa de Maulévrier, que se tornará um professor como ele. Depois de escolarização no ensino médio em Cholet, ele se formou na Escola Alemã de Nantes (CCFA). No ano seguinte, passou o  Certificat d'aptitude au professorat de l'enseignement du second degré (CAPES) para se tornar um professor de alemão.

## Início da militância

### Prefeito de Saint-Herblain
Juntamente com sua carreira de professor, Jean-Marc Ayrault foi ativista do Partido Socialista. Cinco anos depois de chegar ao PS, ele consegue se eleger prefeito de Saint-Herblain, anteriormente detido pelo RPR. Em 1977, aos 27 anos, ele se torna o mais jovem prefeito de uma comuna francesa  de mais de 30 000 habitantes.
Ele continuou a sua ascensão política, deixando  a Câmara Municipal de Saint-Herblain para  concorrer às  eleições da Câmara municipal de Nantes, uma cidade dirigida pela direita.

### Prefeito de Nantes

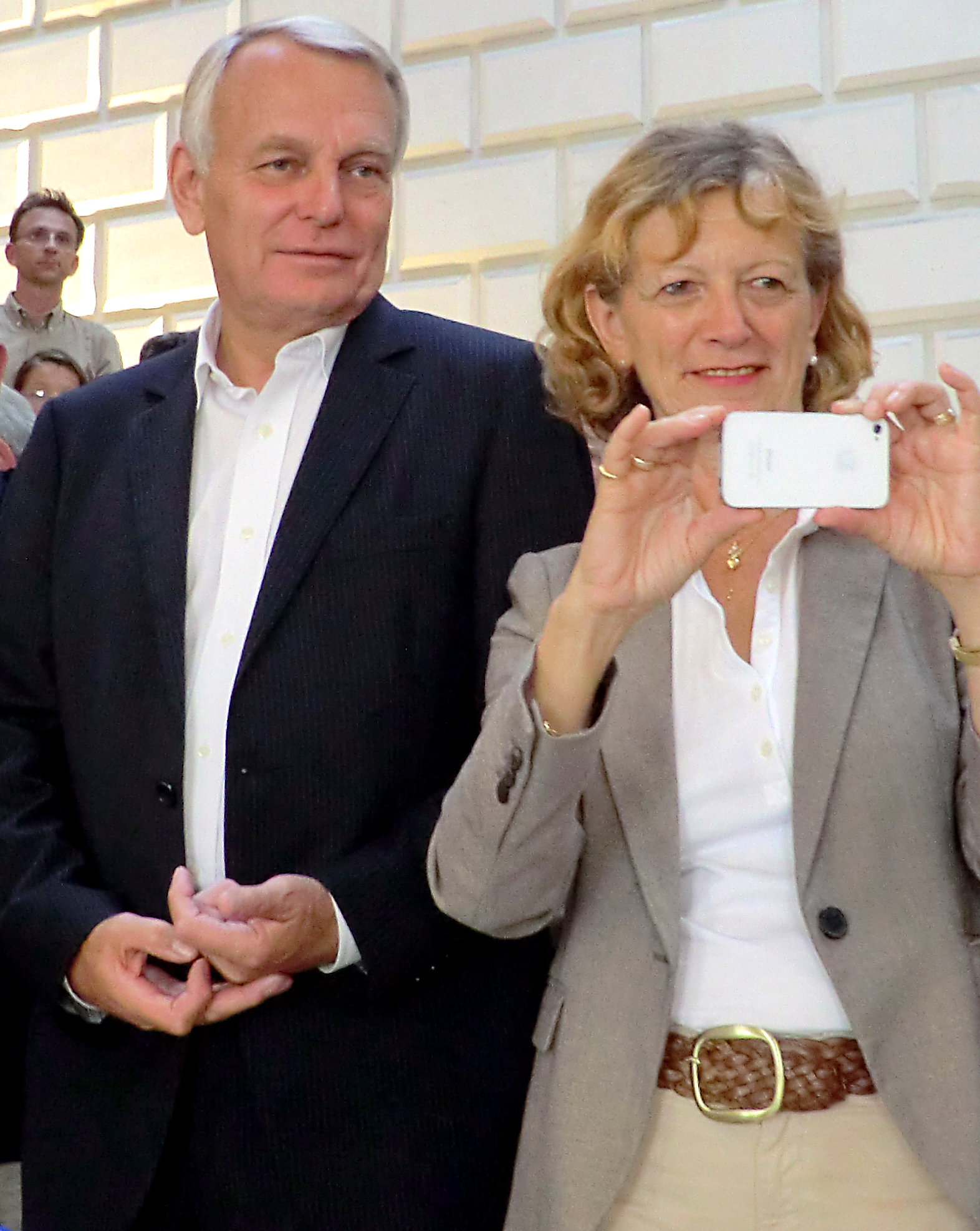
Jean-Marc Ayrault com a esposa, no Musée des beaux-arts de Nantes, em setembro 2011.

Em dezembro de  1988, Jean-Marc Ayrault é o candidato  oficial  do Partido Socialista à prefeitura de Nantes. Ele venceu as eleições desde o primeiro turno, com 50,19 % dos votos. Ele foi reeleito consecutivamente  prefeito da cidade em 1995, 2001 e  2008.
Após o desmantelamento dos estaleiros navais em 1986, Nantes orientou-se para um outro tipo de desenvolvimento. Assim, desde 1989, Jean-Marc Ayrault mudou significativamente o perfil da cidade. Durante este período, a oposição ficou  muito enfraquecida, sem encontrar uma força política capaz de se opor à administração do prefeito.
Junto com a sua legitimidade local, ele começou uma nova carreira, integrando a executiva nacional do Partido Socialista. Em 1997, reeleito no seu distrito eleitoral, Jean-Marc Ayrault foi nomeado presidente do Grupo Socialista na Assembleia Nacional Francesa.
Preferindo ignorar os críticos, ele continuou sua trajetória política, disputou e ganhou novo mandato como prefeito de Nantes em 2008, e participou ativamente da renovação do Partido Socialista. Nas eleições presidenciais de 2007, Ayrault apoiou Ségolène Royal, então companheira de François Hollande e candidata à presidência da República pelo Partido Socialista. Ela foi derrotada por Nicolas Sarkozy e Ayrault não realizou os seus sonhos de ser nomeado primeiro-ministro, se Ségolène Royal tivesse sido eleita.

## Primeiro-Ministro
Em 15 de maio 2012 Jean-Marc Ayrault foi nomeado pelo presidente François Hollande, como Primeiro-Ministro da França.

### O governo Ayrault
Lista dos nomes do  primeiro governo  de Jean-Marc Ayrault.  É o primeiro governo francês que respeita  a igualdade dos  sexos (17 homens e 17 mulheres), uma promessa contida no programa político  do presidente François  Hollande.
Após a derrota eleitoral socialista de 30 de Março de 2014 pede demissão que é aceite. Será Manuel Valls, até aí responsável pela Administração Interna, o novo chefe do governo.